# ألكساندر لوندين
ألكساندر لوندين (بالسويدية: Alexander Lundin)‏ (25 أكتوبر 1992 بالسويد - ) هو لاعب كرة قدم سويدي في مركز حراسة المرمى. لعب مع نادي فالكنبرغ وMjällby AIF ‏ وHusqvarna FF ‏.

## روابط خارجية
- ألكساندر لوندين على موقع اتحاد السويد (السويدية)
- ألكساندر لوندين على موقع قاعدة بيانات كرة القدم.إي يو (الإنجليزية)
- ألكساندر لوندين على موقع Soccerway.com (الإنجليزية)